# Ankole-Watusi (raza bovina)
La Ankole-Watusi es una raza bovina originada en África, famosa por su enorme cornamenta. También es conocida como Ankole.

## Morfología
Sus característicos cuernos es lo que diferencia a simple vista a esta raza de otras similares africanas; en general posee una capa que puede presentar diversos colores.

## Distribución
Presentes en numerosos lugares del continente africano (sobre todo aquellos propios de la etnia tutsi), tampoco es raro encontrar ejemplares en otras latitudes; su cornamenta es considerada sagrada en territorios como los pertenecientes a Ruanda.

## Récord
Dos ejemplares de Ankole-Watusi figuran en el Libro Guinness de los récords por el más grande diámetro de cornamenta para un toro y un novillo, respectivamente. El toro, llamado CT Woodie, tenía cuernos con una circunferencia de 103,5 cm (40,75 pulgadas) el 20 de septiembre de 2004. El novillo, llamado Lurch, tenía una enorme cornamenta debido a una enfermedad que hacía crecer a sus cuernos sin parar.[cita requerida] El 6 de mayo de 2003 sus cuernos tenían una circunferencia de 95 cm (37,5 pulgadas); Lurch murió el 22 de mayo de 2010, a los 14 años de edad.